# Викинг (бронепалубен крайцер, 1891)
Викинг (на норвежки: KNM Viking) e малък бронепалубен крайцер на Кралските ВМС на Норвегия от края на XIX век.
Представлява промеждутъчен клас между крайцер и канонерка. Първоначално е класифициран като канонерска лодка от 1 ранг, но има бронирана палуба за защита на кораба. Съвместява силно артилерийско въоръжение в много малка водоизместимост – нещо типично за флота на Норвегия.
През 1920 г. е изваден от състава на флота и предаден на Норвежкия червен кръст, където е използван като кораб болница.